# Cantonul Thônes
Cantonul Thônes este un canton din arondismentul Annecy, departamentul Haute-Savoie, regiunea Rhône-Alpes, Franța.

## Comune
- La Balme-de-Thuy
- La Clusaz
- Le Bouchet
- Le Grand-Bornand
- Les Clefs
- Les Villards-sur-Thônes
- Manigod
- Saint-Jean-de-Sixt
- Serraval
- Thônes (reședință)